# Lill-Tranutjärnen
Lill-Tranutjärnen är en sjö i Norsjö kommun i Västerbotten och ingår i Skellefteälvens huvudavrinningsområde.